# Akkerhaugen
Akkerhaugen är en tidigare tätort i Midt-Telemarks kommun i Telemark fylke i södra Norge. Orten ligger vid nordändan av insjön Norsjø.
Akkerhaugen var tidigare en station på Sørlandsbanan, men stationen är numera nedlagd. Det går båttrafik på Telemarkskanalen om sommaren. På orten finns en skulpturpark med skiftande utställningar.
Tidigare har orten utgjort centralort i dåvarande Sauherads kommun.

### Webbkällor
- ”Akkerhaugen”. Store norske leksikon. http://snl.no/Akkerhaugen. Läst 25 april 2012.